# بارو (إيران)
بارو (بالفارسية: بارو) هي قرية تقع في قسم رادكان الريفي (مقاطعة تشناران) في إيران. يقدر عدد سكانها بـ 50 نسمة .